# ريتشارد هيل (سياسي أمريكي)
ريتشارد هيل (بالإنجليزية: Richard Hill)‏ هو محامي وقاضي وسياسي أمريكي، ولد في 1652، وتوفي في 4 سبتمبر 1729.